# Schwedische Nationalbank
Die Schwedische Nationalbank (schwedisch Sveriges riksbank = Schwedische Reichsbank) ist die Zentralbank Schwedens. Sie ist eine Behörde des schwedischen Reichstags und Mitglied im Europäischen System der Zentralbanken.
Die Nationalbank wird von einer Direktion geleitet, die aus sechs Mitgliedern besteht. Die Direktionsmitglieder werden vom Nationalbankausschuss (schwed. riksbanksfullmäktige) für sechs Jahre gewählt, wobei jährlich ein Mitglied gewählt wird. Die elf Mitglieder des Nationalbankausschusses werden vom Reichstag gewählt, wobei die Zusammensetzung des Ausschusses die politische Zusammensetzung des Reichstags widerspiegelt.
Die Schwedische Nationalbank hat die alleinige Verantwortung für die schwedische Geldpolitik, aber nicht für die Währungspolitik. Die allgemeinen Richtlinien für die Währungspolitik werden von der Regierung getroffen, die Nationalbank ist aber für deren Umsetzung verantwortlich. Die Nationalbank hat auch das Monopol auf die Emission von Banknoten und Münzen. In der Durchführung ihrer Aufgaben ist die Nationalbank selbständig und darf keine Weisungen entgegennehmen.

## Sitz

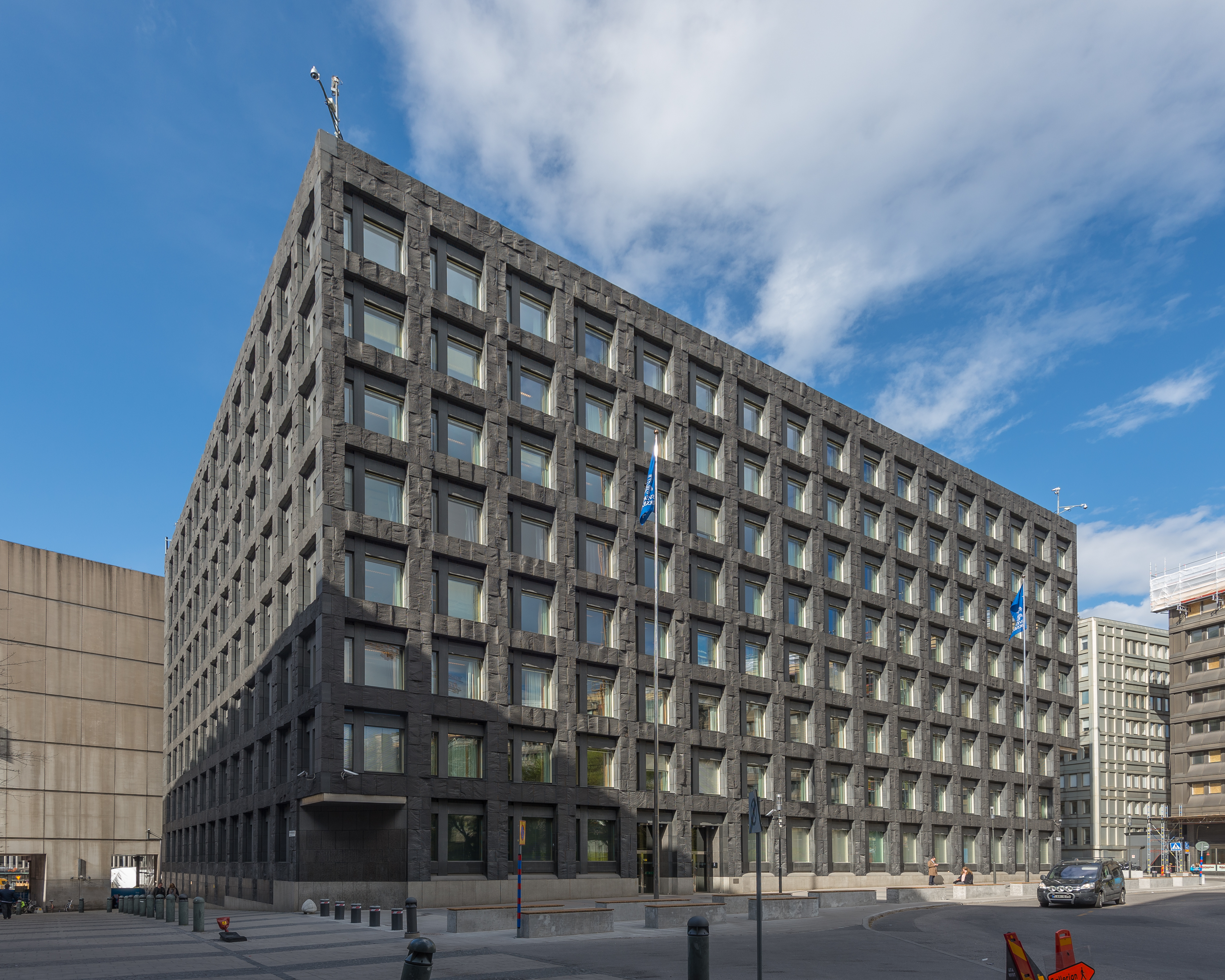
Hauptsitz der Nationalbank

Die Schwedische Nationalbank hat ihren Sitz in Stockholm. Die Zentrale ist im Riksbankshuset (Nationalbankgebäude) untergebracht. Das Gebäude wurde 1970 durch den Architekten Peter Celsing in brutalistischem Stil errichtet.

## Geschichte
Sie galt lange als die älteste Zentralbank der Welt. Nach Darstellung von Ulrich Bindseil erfüllte die 1619 gegründete Hamburger Bank jedoch schon alle Kriterien einer Zentralbank und entstand somit deutlich früher. Sie gehört zu den sechs Zentralbanken in Frankreich und Deutschland vor dem 18. Jahrhundert. Die auf Deutsch verfasste Planung und Zielsetzung der Bank von Stockholm 1652 in einem Brief Johan Palmstruchs an den König von Schweden erscheint als wichtiges Bindeglied zwischen der kontinentaleuropäischen und schwedischen Geschichte der Zentralbanken.
Die schwedische Nationalbank entstand durch die Übernahme der Palmstruch-Bank oder Stockholms Bank. Die Bank von Palmstruch, die nach dem Vorbild der Bank von Amsterdam gestaltet wurde, bekam am 30. November 1656 das Recht, Banknoten herauszugeben, die ersten Europas.
Ursache war der Verfall der Kupferwährung in den 1660er Jahren, die nach dem Dreißigjährigen Krieg eingeführt worden war, um das knapp gewordene Silber und Gold zu ersetzen. Kupfer war in den Bergwerken von Falun genügend vorhanden. Wegen des geringen Materialwertes bestand dieses Kupfergeld aus schwere Kupferbarren, die sehr unhandlich waren, aber zuletzt mit 17 % geringerem Gewicht ausgegeben wurden.
Die Bürger wollten wegen des Wertverfalls gegenüber dem Silberthaler ihre alten Kupferplatten zurückerhalten, um sie nach dem Metallwert zu verkaufen. Der Übergang zu Quittungen war hier eine Erleichterung, die „Kreditivsedlar“ wurden für vier Währungen ausgestellt. Der Königsrat akzeptierte die Noten als gesetzliches Zahlungsmittel, das auch von Menschen benutzt werden durfte, die keine Bankeinlagen hatten. Sie waren zahlbar an den Inhaber. Im Laufe der Zeit wurde auch die Kupferdeckung abgeschafft. Schon 1663 setzte eine Inflation ein, der vor allem die unteren Einkommensschichten traf, aber auch die Adligen, die ihre Kredite nicht zurückzahlen konnten. Dies brachte die Bank in Zahlungsschwierigkeiten, so dass der Staat sie retten musste, was den Haushalt belastete. Der Staat musste sie vor dem Konkurs retten, was wiederum zu Haushaltsnöten führte. Die Immobilienkrise zog eine Bank- und Währungs- und schließlich eine Staatsschuldenkrise nach sich, die von Hendrik Mäkeler mit der Finanzkrise von 2008 verglichen wird.
Aufgrund einer Überemission an Geldscheinen ab 1661 ging die Bank 1668 in Konkurs und wurde als Riksens Ständers Bank vom schwedischen Reichstag wiederhergestellt, um das Vertrauen in das Bankwesen wiederherzustellen. Sie wurde in ein „bad bank“ und eine „good bank“ geteilt.
Die Herausgabe von Banknoten wurde erst 1701 vorsichtig wieder aufgenommen. Im 19. Jahrhundert wurde auch Privatbanken erlaubt, Banknoten herauszugeben, die aber gegen Nationalbankscheine einlösbar waren. 1866 wurde der Name der Bank zur heutigen Bezeichnung geändert. 1897 bekam die Nationalbank das Monopol auf die Emission von Banknoten, und von 1904 an galten nur mehr die Banknoten der Reichsbank als Zahlungsmittel. Damit übernahm die Nationalbank auch die Kontrolle über die Geldpolitik in Schweden.
1968 konnte die Nationalbank ihr 300-jähriges Bestehen feiern und stiftete zu diesem Anlass den Preis der Schwedischen Nationalbank für Wirtschaftswissenschaften, auch als Wirtschaftsnobelpreis bekannt, da er dem Gedenken von Alfred Nobel gewidmet ist und nach ähnlichen Kriterien wie die echten Nobelpreise vergeben wird.
Als erste Zentralbank der Welt hat die Schwedische Nationalbank 2009 einen Negativzinssatz beschlossen.

## Aktuelle Entwicklung
Die schwedische Krone ist nicht Teil des Wechselkursmechanismus (WKM) II, der auch als „Eurowarteraum“ bezeichnet wird. Am 14. September 2003 lehnte Schweden in einer Volksabstimmung mit 56,2 zu 41,8 Prozent den Beitritt zur Europäischen Wirtschafts- und Währungsunion ab. Laut dem Beitrittsvertrag von Schweden zur EU muss das Land den Euro einführen und hat demnach keine Wahlmöglichkeit. Im Gegensatz dazu haben Großbritannien und Dänemark ein vertraglich vereinbartes Recht zum „Opt-out“, also zum endgültigen Nichtbeitritt. Schweden verhindert derzeit die Einführung des Euro, indem das Land den Beitritt zum Wechselkursmechanismus (WKM) II nicht vollzieht und dadurch die Kriterien zum Einführen des Euro (absichtlich) nicht erfüllt.
Im April 2011 hat die Nationalbank die Motive der neuen Banknoten veröffentlicht (Porträts von Astrid Lindgren, Evert Taube, Greta Garbo, Ingmar Bergman, Birgit Nilsson und Dag Hammarskjöld).
2015 und 2016 wurden sie in zwei Etappen eingeführt, hinzu kamen Münzen. Lediglich die 10-Kronen-Münzen behalten ihre Gültigkeit. Seit Oktober 2015 gibt es eine 200-Kronen-Banknote. Außerdem werden ab Oktober 2016 zum ersten Mal seit 1971 Zwei-Kronen-Stücke ausgegeben.
Im internationalen Vergleich ist die Menge an Bargeld im Land gering. Es sind (Stand 2023) nur noch 58 Milliarden Kronen im Umlauf. Weniger als 20 Prozent der Transaktionen werden mit Bargeld getätigt, während es in Deutschland über 75 Prozent sind. Zahlreiche Bankfilialen und Geschäfte arbeiten ausschließlich mit elektronischen Zahlungen. Dies hat einerseits zu einem starken Rückgang der Banküberfälle geführt, aber auch zu einem erheblichen Anstieg des Betrugs mit Kreditkarten. Von der Notenbank aus ist keine Abschaffung des Bargeldes geplant.
Die Nationalbank evaluiert ferner die Einführung einer sog. E-krona. Diese könnte blockchainbasiert herauszugeben werden oder jeder Bürger würde ein Konto bei der Zentralbank unterhalten. Dieses elektronische Geld wäre analog zum Bargeld der schwedischen Geldpolitik unterworfen.

## Leitung der Schwedischen Nationalbank

### Erster Stellvertreter (Förste deputerad)
- Karl Langenskiöld, 1901–1912
- Victor Moll, 1912–1929
- Ivar Rooth, 1929–1929

### Präsident der Nationalbank (Riksbankschefer)
- Ivar Rooth, 1929–1948
- Klas Böök, 1948–1951
- Mats Lemne, 1951–1955
- Per Åsbrink, 1955–1973
- Krister Wickman, 1973–1976
- Carl Henrik Nordlander, 1976–1979
- Lars Wohlin, 1979–1982
- Bengt Dennis, 1982–1993
- Urban Bäckström, 1993 – 31. Dezember 2002
- Lars Heikensten, 1. Januar 2003 – 31. Dezember 2005
- Stefan Ingves, 1. Januar 2006 – 31. Dezember 2022
- Erik Thedéen, seit 1. Januar 2023[20]